# St.-Johannes-Nepomuk-Denkmal (Sterzing)

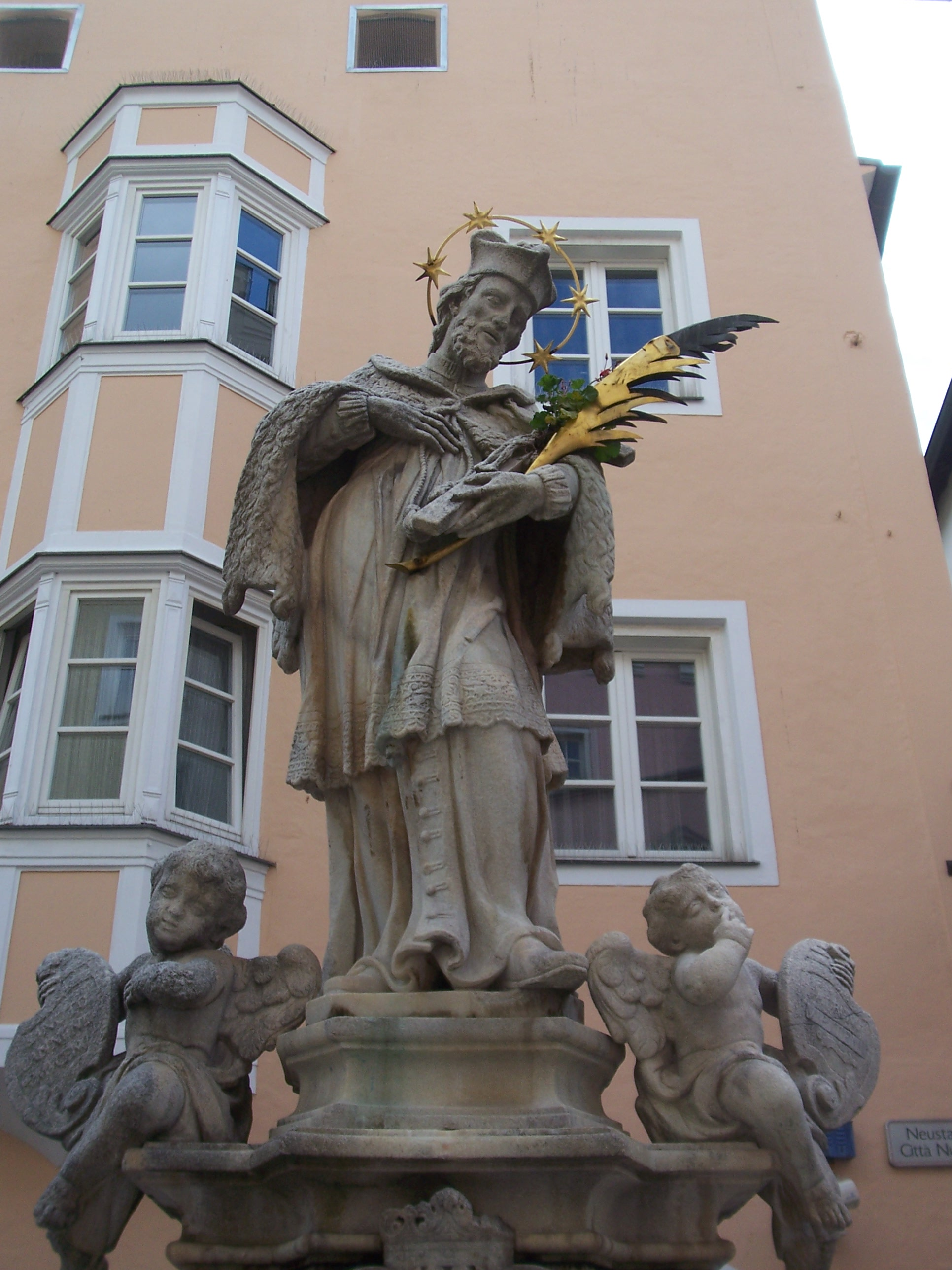
St.-Johannes-Nepomuk-Denkmal

Das St.-Johannes-Nepomuk-Denkmal ist eine Marmorskulptur, die um 1739 entstand und vor dem Sterzinger Rathaus in der Neustadt steht. 
Die Statue aus weißem Marmor stellt den Heiligen Johannes Nepomuk dar, der als Schutzpatron gegen Wassergefahren verehrt wird. Sie wurde 1739 vor dem Rathaus aufgestellt, damit der Schutzheilige die Stadt vor dem verheerenden Wasser des Vallerbachs verschone. Dieser Wildbach entspringt am Rosskopf, Sterzings Hausberg, und hat vor seiner Regulierung Sterzing immer wieder übel heimgesucht und vermurt.
Die Nepomuk-Statue in Sterzing ist auch ein Zeugnis für die Italienisierung Südtirols durch die italienischen Faschisten; an mehreren Stellen wurden Teile der Inschrift herausgebrochen und durch neue Steinfragmente ersetzt, auf denen der italienisierte Name der Stadt steht. Durch diese Bearbeitungen wurde auch die Statue selbst beschädigt: An besagten Stellen sind Risse und Sprünge entstanden, die Teile der Statue zu zerbrechen drohen.
Am 12. Mai 1986 wurde das St.-Johannes-Nepomuk-Denkmal als Baudenkmal der Stadt Sterzing eingetragen.